# Élections générales espagnoles de 1918
Les élections générales espagnoles de 1918 sont les élections à Cortès tenues en Espagne le dimanche 24 février 1918, au suffrage universel masculin. Elles sont convoquées dans le contexte d'une grande crise politique et économique provoquée par l'Assemblée de parlementaires et la grève générale de 1917.
Il s'agit des 16es élections sous l’égide de la Constitution de 1876, les 17es de la Restauration.
Comme lors de toutes les élections de la Restauration, elles donnent la majorité au parti nouvellement nommé au gouvernement, en l'occurrence le Parti libéral, gouvernement présidé par Manuel García Prieto. Le résultat était en effet en grande partie déterminé à l'avance (« encasillado ») grâce à la fraude électorale systématique réalisée via le réseau de caciques déployé sur tout le territoire. En effet, dans le régime politique de la Restauration, les gouvernements changeaient avant les élections et non après, comme c'est normalement le cas dans un régime parlementaire,,.

## Composition du Congrès des députés après les élections
| ← Élections générales en Espagne, 24 février 1918 → |          |                                  |
| Parti                                               | sièges   | leader                           |
| Conservateurs (Dato)                                | 98 / 412 | Edouardo Dato                    |
| Parti libéral (García Prieto)                       | 92 / 412 | Manuel García Prieto             |
| Parti libéral (Romanones)                           | 43 / 412 | Romanones                        |
| Alianza de Izquierdas                               | 35 / 412 | Melquíades Álvarez               |
| Conservateurs (mauristes)                           | 31 / 412 | Antonio Maura                    |
| Izquierda Liberal (es) (albistas)                   | 29 / 412 | Santiago Alba Bonifaz            |
| Conservateurs (cervistas)                           | 24 / 412 | Juan de la Cierva y Peñafiel     |
| Ligue régionaliste                                  | 21 / 412 | Francesc Cambó                   |
| Communion traditionaliste                           | 8 / 412  | Marquis de Cerralbo              |
| Communion nationaliste basque                       | 7 / 412  | Ramón de la Sota                 |
| Libéraux agraires                                   | 7 / 412  | Rafael Gasset Chinchilla         |
| Libéraux indépendants                               | 6 / 412  | Alfons Sala y Argemi             |
| Divers régionalistes                                | 3 / 412  |                                  |
| Catholiques indépendants                            | 2 / 412  | Marcos Rojas                     |
| Nationalistes républicains catalans                 | 1 / 412  | Francesc Macià                   |
| Parti intégriste                                    | 1 / 412  | Manuel Senante y Martínez        |
| Catholiques carlistes                               | 1 / 412  | Gervasio de Artiñano y Galdácano |
| Indépendants                                        | 3 / 412  |                                  |
| TOTAL                                               | 412      |                                  |